# Nguyễn Huy Lượng
Nguyễn Huy Lượng (chữ Hán: 阮輝諒; 1750 - 1808) là nhà chính trị, danh sĩ nổi tiếng ở cuối đời Lê trung hưng, nhà Tây Sơn đến đầu đời nhà Nguyễn trong lịch sử Việt Nam.

## Tiểu sử
Nguyễn Huy Lượng bút hiệu là Bạch Liên Am Nguyễn tiên sinh, người làng Sủi, tức làng Trung Nghĩa, hay làng Phú Thị, huyện Gia Lâm, tỉnh Bắc Ninh cũ, nay thuộc Hà Nội. Có một thời gian ngắn di cư chạy loạn sang làng Lương Xá, huyện Chương Mỹ, tỉnh Hà Đông (nay thuộc huyện Chương Mỹ, thành phố Hà Nội) do bố ông là Nguyễn Huy Bá có 01 người vợ thứ dòng dõi họ Đặng ở làng này (nay là làng Lam Điền).
Họ Nguyễn Huy là một dòng họ có nhiều người hiển đạt nhất của làng Phú Thị, huyện Gia Lâm, phủ Thuận An, trấn Kinh Bắc xưa. Nguyễn Huy Nhuận đỗ tiến sĩ năm 1703 (làm quan trải đến chức Tham tụng (Tể tướng). Con ông là Nguyễn Huy Dận đỗ tiến sĩ năm 1748. Con ông Huy Dận là Nguyễn Huy Cẩn (tức Cận) đỗ tiến sĩ năm 1760. Hai người em con chú của Nguyễn Huy Nhuận là Nguyễn Huy Mãn, Nguyễn Huy Thuật cũng lần lượt đỗ tiến sĩ. Theo nhà nghiên cứu Nguyễn Vinh Phúc, thì dường như cha Nguyễn Huy Lượng có dính líu đến vụ tố cáo âm mưu Trịnh Khải chống lại cha là chúa Trịnh Sâm, nên khi Trịnh Khải lên làm chúa thì ông phải lánh sang tị nạn ở làng Lương Xá. Tuy nhiên, theo GS. Nguyễn Lộc thì cha Nguyễn Huy Lượng không đỗ đạt gì, chỉ ở nhà chuyên làm ruộng. Tuy nhiên, theo Gia phả gốc của dòng họ Nguyễn Huy thì nhận định của nhà nghiên cứu Nguyễn Vinh Phúc là chính xác. Theo "Di trạch đường phả ký" viết năm 1802 do Tiền quân Văn hàn Nguyễn Huy Doanh soạn lại thì Nguyễn Huy Lượng sinh ra trong một dòng họ danh gia vọng tộc ở huyện Gia Lâm, phủ Thuận An, trấn Kinh Bắc. Ông nội Nguyễn Huy Lượng là tiến sĩ Nguyễn Huy Mãn, cha ông là tiến sĩ (Tiến triều) Đông các Đại học sỹ Nguyễn Huy Bá (một đại quan thời đó, thân thiết với Đặng Thị Huệ, Ngô Thì Nhậm), anh họ của ông là Hội nguyên tiến sĩ Nguyễn Huy Cẩn (con tiến sĩ Nguyễn Huy Dận). Môn đăng hộ đối với bên bố là bên mẹ ông, thuộc dòng họ Nguyễn Gia cùng phủ Thuận An trấn Kinh Bắc, mẹ ông là con gái út của Siêu quận công Nguyễn Gia Châu, vì thế ông gọi Ôn Như Hầu Nguyễn Gia Thiều là anh họ bên mẹ (bên ngoại), thường xuyên đàm luận văn chương. Nguyễn Gia Thiều viết "Cung oán ngâm khúc" thì Nguyễn Huy Lượng viết "Cung oán thi" gồm 100 bài cùng chủ đề về nỗi đau khổ của những tỳ thiếp bị giam hãm trong cung vua. Hiện nay, còn lưu giữ được một số bài viết về đàm luận văn chương, thù tạc giữa Nguyễn Huy Lượng và Nguyễn Gia Thiều (con cháu dòng họ Nguyễn Huy, hậu duệ ở Làng Sủi hiện còn lưu giữ).
Dưới thời Lê-Trịnh, Nguyễn Huy Lượng thi đỗ Hương cống (cử nhân), được bổ làm Phụng nghi bộ Lễ (tức là một chức quan nhỏ phụ trách việc xem xét các lễ vật khi cúng tế).
Mùa xuân năm Kỷ Dậu (1789), vua Quang Trung ra Bắc, đại phá quân Thanh (Trung Quốc), giải phóng Bắc Hà. Nguyễn Huy Lượng sau đó ra làm quan cho triều Tây Sơn cùng Ngô Thì Nhậm, Vũ Huy Tấn,... Ông nhận chức Hữu thị lang Bộ Hộ, tước Chương lĩnh hầu.
Năm 1801, vua Cảnh Thịnh làm lễ tế giao ở một địa điểm gần Hồ Tây, đã giao cho Nguyễn Huy Lượng, bấy giờ đang là Hữu thị lang bộ Hộ (Bộ Hộ thời Lê giữ việc ruộng đất, nhân khẩu, kho tàng, thu phát, bổng lộc, đồ cống nạp, thuế khoá, muối và sắt. Bộ Hộ thời Nguyễn giữ chính sách điền thổ, hộ khẩu, tiền thóc, điều hòa nguồn của cải nhà nước, ngoài ra bộ Hộ còn được xem là bộ Lao động Sản Xuất) nên còn được gọi là Hữu Hộ Lượng, tước Chương Lĩnh hầu), soạn một bài thơ và một bài phú tiến dâng, và bài Tụng Tây Hồ phú nổi tiếng đã ra đời nhân dịp này.
Sau khi nhà Tây Sơn bị diệt, triều Nguyễn (Gia Long) triệu tập ông, bắt buộc nhận chức Tri phủ Xuân Trường (Nam Định). Khi vua Gia Long đi tuần du, ông được đi theo. Nhờ vậy, ông soạn được bài Ngự đạo hành cung nhật trình (Con đường từng ngày của nhà vua qua các hành cung).
Theo sách Minh đô sử thì ông bị bức tử năm 1808.

## Tác phẩm
Sáng tác của Nguyễn Huy Lượng đa số đều được viết bằng chữ Nôm, hiện còn:
- Tụng Tây Hồ phú (Phú ca tụng hồ Tây). Đây là bài phú chữ Nôm, gồm 86 liên, dùng chỉ một vần "hồ" (độc vận). Dụng ý của tác giả là mượn cảnh Tây Hồ để tán tụng sự nghiệp và công đức của nhà Tây Sơn. Đây là lúc triều đại này đã suy mà ông vẫn viết nên bài phú với một niềm say sưa không hề giảm.

Cuốn "Thăng Long – Hà Nội ngàn năm văn hiến" có đoạn viết: Có thể nói, trước và sau Nguyễn Huy Lượng, chưa hề có một tác phẩm nào viết về non sông đất nước Thăng Long Hà Nội hay đến thế, đẹp đến thế. Chỉ với một danh tác ấy cũng đủ xếp Nguyễn Huy Lượng vào hàng những văn nghệ sĩ tài hoa bậc nhất Thăng Long...Áng văn Nôm trác tuyệt tân kỳ, dân Hà thành hồi ấy gọi là "Phú ông Lựợng". Trong khi người ta đổ xô đi tìm mua giấy mực về chép lại khiến cho giá giấy phường Hàng Giấy, Hàng Gai vọt hẳn lên.
Nhờ câu: Ngoài năm mươi thẹn bóng tang du có trong bài mà đoán rằng lúc này ông đã ngoài 50 tuổi. Về sau, Phạm Thái lấy nguyên vận bài này làm ra bài Chiến tụng Tây Hồ phú để chống lại lời tán tụng của Nguyễn Huy Lượng.
- Lượng như long phú (Phú Lượng như rồng). Bùi Hạnh Cẩn biên dịch, đã in sách.
- Ngự đạo hành cung nhật trình (Con đường từng ngày của nhà vua qua các hành cung).
- Cung oán thi (Thơ về nỗi oán của người cung nữ). Đây là tập thơ gồm 100 bài thơ Đường luật (thất ngôn bát cú). Có tài liệu nói đây là tác phẩm của Vũ Trinh hoặc Nguyễn Hữu Chỉnh, tuy nhiên gần đây mới xác định là của ông [4]. Trong bản "Cung oán thi" còn lưu tại Thư viện Đại học Yale (Mỹ) còn ghi rõ tác giả là Bạch Liên Am Nguyễn tiên sinh soạn, và ghi rõ quê của ông "Bắc Ninh, Gia Lâm, Trung Nghĩa lý". (Thời đó, làng Sủi có tên chữ là làng Trung Nghĩa (do chúa Trịnh ban danh vì đã có công chống lại giặc cướp). TS. Nguyễn Hữu Sơn (Viện Văn học) đã nghiên cứu và phiên âm, dịch, chú giải cuốn sách này. Sách ký hiệu: AB.549 tại Viện nghiên cứu Hán Nôm.
- Văn tế tướng sĩ trận vong

GS.Nguyễn Huệ Chi và GS. Nguyễn Lộc cho biết:
Bấy lâu nay có nhiều sách ghi bài này là của Tổng trấn Nguyễn Văn Thành. Nhưng theo một vài tài liệu Hán Nôm còn giữ được, trong đó có bộ Minh đô sử do Lê Trọng Hàm làm chủ biên, thì trước khi làm lễ tế các tướng sĩ nhà Nguyễn tử trận, Tổng trấn Thành đã cho mời Nguyễn Huy Lượng và Phan Huy Ích đến dinh để cùng làm văn tế. Sau đấy, bài của ông Lượng được chọn dùng...
- Hy Minh thi tập.

Sách chữ Hán tại Viện nghiên cứu Hán Nôm, ký hiệu A.526. Bài tựa tập thơ cho biết, Nguyễn Huy Lượng vốn quê làng Phú Thị, Gia Lâm là một tác gia văn học nổi tiếng nước ta, nhất là về thơ phú Nôm. Lời tựa tập sách cho biết "Tổ của Nguyễn Huy Lượng từng nhậm chức Thượng thư Bộ Hộ, tước Triệu Quận công", Triệu Quận công chính là Nguyễn Huy Nhuận.
- Chinh Phụ Ngâm Diễn Ca (lục bát) (Nguyễn Huy Lượng). Học giả Hoàng Xuân Hãn viết "Chinh phụ ngâm bị khảo", có dịch và sao lục bài này ra quốc ngữ. Nhà xuất bản. Minh Tân, Paris, 1953), tr. 207-218.
- Thơ Tây Hồ (đọc xuôi và đọc ngược), sáng tác cùng bài Tụng Tây Hồ phú, năm 1801.
- Phan Trần truyện. Nhà nghiên cứu Đoàn Xuân Kiên phát hiện ra điều này trong một bài biết. Trong câu mở đầu của Phan Trần truyện có xưng danh chính danh tác giả (Liên Am - tức Nguyễn Huy Lượng) mà trước đó qua nhiều biến loạn của lịch sử, nhiều người không để ý. Tên hiệu/Bút hiệu của các tác gia của dòng họ Nguyễn Huy ở Phú Thị (Gia Lâm) đều lấy chữ "Am" (ví dụ: Bách Am (Nguyễn Huy Nhuận), Giới Am (Nguyễn Huy Dận) , Phương Am (Nguyễn Huy Cẩn), Bạch Liên Am (Nguyễn Huy Lượng), Viên Am ....), thể hiện đây là một dòng văn, một dòng họ. Cũng chính vì vậy, gia phả của dòng họ Nguyễn Huy ở Phú Thị (Gia Lâm) được đặt là "Di trạch đường" (tạm dịch: Giữ được nếp nhà). Vì vậy, sau nhiều năm chìm nổi, truyện Nôm nổi tiếng "Phan Trần" đã được trả lại tên cho tác giả của nó: Danh sỹ Nguyễn Huy Lượng.

## Vinh danh
Hiện nay, tại TP. Hồ Chí Minh, TP. Đà Nẵng (đường này thuộc quận Thanh Khê), TP. Huế (trong phường Phú Hậu), TP. Quy Nhơn, phường An Nhơn, Phường Hoài Nhơn (tỉnh Gia Lai), TP. Rạch Giá - tỉnh Kiên Giang (Khu lấn biển TP. Rạch Giá), TX. Phước Long - tỉnh Bình Phước (thuộc phường Long Phước) ...  có đường phố mang tên ông. Ở Hà Nội dự kiến đặt năm 2011, đã đưa dự kiến danh sách đặt tên đường lên báo chí, nhưng sau không hiểu vì lý do gì lại chưa đặt. Trong Bảo tàng Tây Sơn ở Bình Định hiện nay có lưu danh tiếng của ông cùng với Ngô Thì Nhậm, Vũ Huy Tấn và một số vị danh sỹ khác trong một bảng vàng rất long trọng.